# 神聖羅馬帝國皇帝陸軍
神聖羅馬帝國皇帝陸軍（德語：Die Kaiserliche (Armee/Truppen)） ，简称皇帝軍。又被稱作奧地利軍（德語：Österreicher）。1740年至1745年改稱匈牙利王國陸軍，自1745年正式名為羅馬帝國和王國陸軍，簡稱帝國及王國軍（德語：Römisch-Kaiserlich-Königlich Armee oder Kaiserlich-Königlich）。
從屬於哈布斯堡王朝的軍隊，18世紀起更常被直接稱作“奧地利軍”，即便其兵源來自整個帝國。
神聖羅馬帝國皇帝軍与神聖羅馬帝国军（德語：Reichsarmee）不同，其為皇帝的軍隊的頭銜；而神聖羅馬帝国军只有在帝國會議同意的情况下才能部署。因此提及該軍隊“神聖羅馬帝國皇帝陸軍”頭銜時，不能像其他頭銜那樣簡稱為“某國”軍隊。

## 歷史
近代，哈布斯堡王朝几乎一直壟斷擔任著神聖羅馬帝國皇帝。但皇帝（Kaiser）頭銜并不與帝國内任一邦國綁定，而是當選統治者的头衔。 1740年，哈布斯堡王朝的父系血統絕嗣，这支军队因此被改称为“匈牙利王囯陆军”（德語：Königlich Ungarische Armee）。
皇帝召集的军队在整个神圣罗马帝国境內享有特权。與帝國諸侯相比，皇帝還擁有在自由市裡招募军队的特權。帝國領土之中，僅有選帝侯的治下不允許皇帝徵召。即，皇帝能夠在除選帝侯之外所有帝國領土（包括自由市）徵召。
於皇帝徵召的軍隊之外，帝國議會後來建立了帝国军队（德語：Reichsarmee），其成員來自帝國內的各帝国行政圈。

### 帝冠易手
在1740年至1742年的帝国空位期及之後，哈布斯堡王朝的军队不再是皇帝的军队，而是匈牙利女王的军队。在奥地利王位继承战争中，玛丽亚·特蕾西娅女王和奥地利哈布斯堡家族为在欧洲权力体系中的生存而战。她为丈夫洛林的弗朗茨·史蒂芬争取罗马帝国皇位的斗争最初失败了。

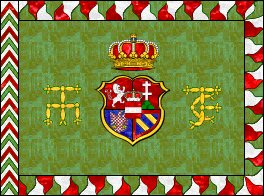
哈布斯堡王朝军队的匈牙利王家旗帜。 1743年，帝王鹰不再被允许展出。

随着维特尔斯巴赫家族的查理七世皇帝登基，巴伐利亚军队从 1742 年起被视为皇帝军队。奥地利的对手普鲁士国王腓特烈二世因此在第二次西里西亚战争中让普鲁士军队充当“帝国辅助部队”德語：）。

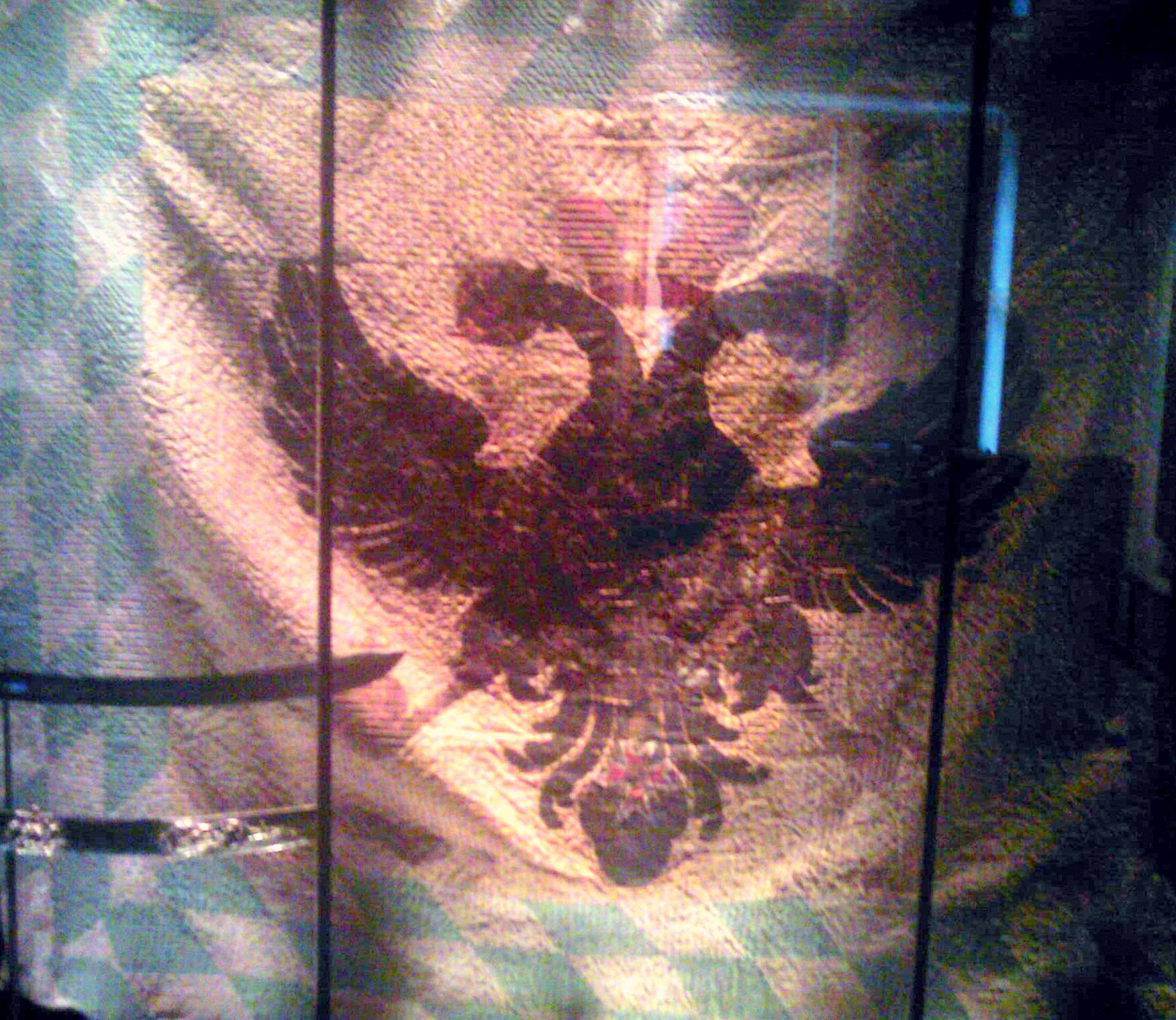
1745 年的巴伐利亚的皇帝旗帜。金色背景的帝国鹰位在巴伐利亚旗之上。藏於巴黎軍事博物館

在失去帝国皇位一年后，匈牙利女王和奥地利大公夫人將其军队军官腰带和军旗上的金色部分換成綠色。而金色一直被认为是帝国的象徵。

### 罗马帝国-王國军队
1745 年弗朗茨一世当选皇帝后，军队重新獲得了皇帝軍隊的稱號。玛丽亚·特蕾莎可被称作皇后/女皇（德語“Kaiserin”兼有兩意，而自1044年起此稱號就開始用於稱呼皇帝的妻子），但她並沒有被真正視作加冕為女皇。这也体现在他们军队的名称上，现在是“罗马帝国-王國”。而奥地利一词在七年战争（1756-1763）以及随后的巴伐利亚王位继承战争（1778/1779）、俄奥土耳其战争（1787-1792）和反法同盟  中变得司空见惯。普鲁士和新教的宣傳对的統一帝国理念不斷失去兴趣，这种观念长期以来賦予帝国军队特殊地位。玛丽亚·特蕾莎的儿子约瑟夫二世皇帝也在奧地利領土內推行中央集權改革，也就愈發缺少對神聖羅馬帝國的政治支持和推動。1804 年，法蘭茲二世建立奥地利帝国。仅仅两年后，法蘭茲二世在拿破崙的威脅下宣布退位並解散帝國。罗马帝國-王國陆军的剩余部分則改編為奧地利帝國皇家陸軍。

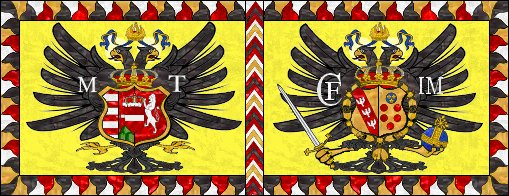
七年战争期间時线列步兵所使用的旗帜。一侧是玛丽亚·特蕾莎女皇（Empress Maria Theresa） 的缩写 MT。

## 哈布斯堡帝国军队的部署
在近代早期，皇帝军队参加了影响帝国的所有战争，通常与帝國軍和其他领土军队一起作战。
三十年战争使得皇帝的武装力量异常强大。 1635年，军队达到顶峰，拥有65个步兵团，每个团的名义兵力为3000人。战争期间总共成立和解散了532个团。 1648 年，只剩下 9 个步兵团、9 个骑兵团和龙骑兵团拉科罗纳（La Corona） 。
在无数的军事冲突中，一種常备军的帝国军队逐渐出现。 1660 年，为第二次北方战争组建的 49 个团中，只剩下23个团。 1760年代本世纪出现了 28 个新团，接下来的十年又增加了 27 个团。
军队参加了以下战争和战役：
- 三十年战争（1618–1648）
- 曼图亚王位继承战争（1628–1631）：1629–30：皮埃蒙特和伦巴第战役
- 第二次北方战争（1655-1660）：波兰辅助战争1657-1660：1657年波兰战役，1658年波兰和荷尔斯泰因战役，1659年荷尔斯泰因和波美拉尼亚战役，1660年德国北部战役
- 匈牙利和特兰西瓦尼亚的战斗（1658–1662）
- 土耳其战争（1663-1664）：1663 年匈牙利下游和多瑙河战役； 1664年在上匈牙利和下匈牙利
- 1670 年镇压上匈牙利和施蒂里亚-克罗地亚边境的权贵阴谋
- 第一次黑禅战役（1672–1682）
- 荷兰战争/北方战争（1673–1679）
- 大土耳其战争（1683–1699）
- 普法尔茨王位继承战争（1688–1697）
- 西班牙王位继承战争（1701–1714）
- 与弗朗茨·拉科奇的战争（1703–11）
- 威尼斯-奥地利土耳其战争（1714–1718） 战役 1716–1718
- 四国同盟战争（1717–1720） 战役 1718–1720
- 科西嘉岛的救援部隊（1731–1732）
- 波兰王位继承战争（1732–1735）
- 俄奥土耳其战争（1736–1739）战役 1737–1739
- 奥地利王位继承战争：1740年喪失皇帝頭銜，以匈牙利皇家军队名義参加（1740-1748）
- 七年战争（1756–1763）
- 巴伐利亚王位继承战争（1778–1779）
- 1784年镇压特兰西瓦尼亚霍雷亚起义
- 1784年至1785年与荷兰的斯海尔德战争
- 俄奥土耳其战争战役（1788–1790）
- 反对布拉班特革命的运动（1789-1790）
- 第一次反法战争（1792–1797）
- 第二次反法同盟战争（1798–1801）
- 第三次反法战争（1805）

此列表以 1806 年弗朗西斯二世放弃神聖羅馬帝國头衔而结束。

## 查看更多
- 神聖羅馬帝國軍隊
- 巴伐利亞陸軍
- 普魯士陸軍

## 文獻
- 彼得·菲希滕鲍尔（Peter Fichtenbauer） ，克里斯蒂安·奥特纳（ Christian Ortner ）：从玛丽亚·特蕾莎到现在的奥地利军队的历史（以散文和图画形式呈现） ，Verlag Militaria，维也纳 2015 年， ISBN 978-3-902526-71-7
- 马库斯·福克勒：保密。 18世纪初军队的驻营和补给。世纪，2017年，在线于HGM知识博客 （页面存档备份，存于）
- 战争档案（编辑）：奥地利王位继承战争，1740-1748 年。根据 K. 和 K. Kriegs 档案馆军事历史部门的实地档案和其他真实来源进行编辑。第1部分。塞德尔，维也纳，1896 年。
- 维也纳军事历史博物馆（编辑。 )：从雇佣军到联合国部队。 17 日至 20 日奥地利和波兰的军队和战争。世纪（= Acta Austro-Polonica。第 3 卷）。军事历史博物馆，维也纳 2011 年， ISBN 978-3-902551-22-1 。
- 约翰·克里斯托夫·奥尔迈耶贝克、埃里希·莱辛：帝国战争人民。从马克西米利安一世到尤金亲王。 1479–1718。贝塔斯曼，慕尼黑 1978 年， ISBN 3-570-00290-X 。
- 约翰·克里斯托夫·奥尔迈尔-贝克：双头鹰领导下的军队。哈布斯堡王朝军队 1718 年至 1848 年。贝塔斯曼，慕尼黑 1981 年， ISBN 3-570-04414-9 。
- 克里斯托弗·达菲：玛丽亚·特蕾莎和她的军队（=世界历史的时代）。 1. 版本，Motorbuch Verlag，斯图加特 2010 年， ISBN 978-3-613-03111-1 。
- Kriegführung und Staatsfinanzen. Die Habsburgermonarchie und das Heilige Römische Reich vom Dreißigjährigen Krieg bis zum Ende des habsburgischen Kaisertums 1740, Münster: Aschendorff, ISBN 978-3-402-13993-6 （德文） 时代历史
- Von der Miliz zum Stehenden Heer: Wehrwesen im Absolutismus, Herrsching: Manfred Pawlak Verlagsgesellschaft, ISBN 3-88199-112-3 （德文）
- Militärverwaltung und Heeresaufbringung in Österreich bis 1806, Herrsching: Manfred Pawlak Verlagsgesellschaft, ISBN 3-88199-112-3 （德文）

## 資料
1. ↑  RCouture. . kronoskaf.com. Kronoskaf.   [2025-02-14].
2. ↑  Olaf Groehler: Die Kriege Friedrichs II.  Deutscher Militärverlag, Berlin, 1968, S. 46.
3. ↑  Vgl.: Johann Christoph Allmayer-Beck: Das Heer unter dem Doppeladler. Habsburgs Armeen 1718–1848.  1981, S. 48f.
4. ↑   Vgl. Kriegsarchiv (Hrsg.): Österreichischer Erbfolgekrieg, 1740–1748.  Band 1. 1896, S. 384.